# El despertar del Leviatán
El despertar del Leviatán (en inglés: Leviathan Wakes) es una novela de ciencia ficción escrita por James S. A. Corey, seudónimo utilizado por los escritores Daniel Abraham y Ty Franck, y publicada en 2011. Es la primera entrega de la saga The Expanse, que continúa con La guerra de Calibán (2012).
La saga completa se adaptó por la cadena Syfy en la serie de televisión The Expanse.

## Sinopsis
La humanidad ha colonizado el Sistema Solar: Marte, la Luna, el cinturón de asteroides y más allá, pero las estrellas aún están fuera de nuestro alcance. Jim Holden es segundo de a bordo de un transportador de hielo que realiza misiones entre los anillos de Saturno y las estaciones mineras del Cinturón. Cuando su tripulación y él se topan con la Scopuli, una nave abandonada, descubren un secreto que desearían no haber encontrado. Un secreto por el que alguien sería capaz de matar, matar a una escala que Jim y su tripulación no imaginan. La guerra en el Sistema Solar está a punto de comenzar, a menos que sean capaces de descubrir quién abandonó la nave y por qué. El inspector Miller busca a una chica. Una chica entre mil millones, pero los padres de ella son gente adinerada, y el dinero lo es todo. Cuando las pistas lo llevan a la Scopuli y a Holden, un simpatizante de los rebeldes, se da cuenta de que aquella chica quizá sea la clave de todo. Holden y Miller deben atar los cabos entre el gobierno de la Tierra, los revolucionarios de los planetas exteriores y corporaciones secretas, y lo tienen todo en su contra. Pero en el Cinturón hay otras reglas, y una pequeña nave puede cambiar el destino del universo. 

## Recepción
La obra fue nominada en la categoría mejor novela de los Premios Hugo y mejor novela de ciencia ficción de los Premios Locus.
Annalee Newitz de io9 calificó El despertar del Leviatán como "una experiencia divertida y la actividad perfecta para llevar a cabo durante una larga tarde de verano", aunque aseveró que varias de las revelaciones de la trama eran simplistas. Aidan Moher de Tor.com la proclamó "una de las novelas más placenteras que he leído en 2011".